# Portrait de Sigismond Malatesta, seigneur de Rimini
Portrait de Sigismond Malatesta, seigneur de Rimini – ou en italien Ritratto di Sigismondo Pandolfo Malatesta – est un tableau réalisé par le peintre italien Piero della Francesca vers 1451. Cette peinture à l'huile exécutée sur un panneau de bois de peuplier est un portrait de Sigismond Malatesta figurant le profil gauche de ce condottiere issu de la famille Malatesta. Depuis son acquisition auprès de Stanley Moss en 1978, l'œuvre est conservée au musée du Louvre, à Paris, en France.